# Elbing (Schiff)
Die Elbing war ein Kleiner Kreuzer der Kaiserlichen Marine und das zweite Schiff der Pillau-Klasse.

## Bau
Das Schiff wurde 1913 unter dem Namen Admiral Newelskoi für die Kaiserlich Russische Marine bei der Schichau-Werft in Danzig auf Kiel gelegt. Bei Ausbruch des Ersten Weltkriegs wurde das noch im Bau befindliche Schiff als Feindbesitz beschlagnahmt und lief am 21. November 1914 als Elbing vom Stapel. Benannt wurde das Schiff nach der Stadt Elbing in Ostpreußen.
Aufgrund von technischen Problemen bei der Ausrüstung mit ihren Geschützen – anstatt der ursprünglich vorgesehenen russischen 13-cm-Kanonen wurden deutsche 15-cm-Geschütze eingebaut – erfolgte der erste Einsatz der Elbing erst am 4. September 1915.

## Einsätze
Am 4. November 1915 rammte ein Torpedoboot den Kreuzer, wobei der Achtersteven beschädigt wurde. Am 16. November konnten die Probefahrten abgeschlossen werden. Die Elbing wurde zunächst in der Ostsee eingesetzt und stieß am 18. November zum dortigen Verband unter Konteradmiral Albert Hopman. Am 5./6. Dezember 1915 war sie beim Legen einer Minensperre am Eingang zur Irbenstraße beteiligt.
Ende Februar 1916 wurde die moderne und gut bewaffnete Elbing im Austausch gegen die Straßburg den Aufklärungsstreitkräften in der Nordsee zugeteilt. Vom 3. bis zum 26. März 1916 wurde sie auf der Danziger Werft überholt und traf am 28. März vor Brunsbüttel ein. Am 2. April bezog sie mit anderen Kriegsschiffen vor der Amrumbank-Passage eine Aufnahmestellung für mehrere Torpedoboots-Flottillen, die nach einem Vorstoß in britische Küstengewässer zurückkehrten. Am 21./22. April war sie an einem weiteren Vorstoß beteiligt, der bis westlich der Amrumbank führte.
In ihr erstes Gefecht wurde sie bei der Beschießung von Lowestoft und Great Yarmouth vom 24./25. April 1916 verwickelt, als sie mit der II. Aufklärungsgruppe auf drei britische Kreuzer und zwölf Zerstörer traf. Das Gefecht wurde vom feindlichen Verband abgebrochen, als die deutschen Schlachtkreuzer eingriffen. Am 25. April kehrte die Elbing unbeschädigt mit den anderen Schiffen nach Wilhelmshaven zurück.

## Die Skagerrakschlacht
Die Elbing und ihr Schwesterschiff Pillau gehörten zur II. Aufklärungsgruppe unter Konteradmiral Friedrich Boedicker, die am 31. Mai 1916 an der Skagerrakschlacht beteiligt war. Die Elbing eröffnete das Gefecht und konnte auf dem britischen Kreuzer Galatea, trotz sehr großer Distanz, den ersten Treffer der Schlacht (allerdings ein Blindgänger) erzielen. Gegen 19:00 Uhr trafen die Schiffe der II. Aufklärungsgruppe überraschend auf die Grand Fleet. Die Wiesbaden wurde kampfunfähig geschossen. Die Elbing erhielt mittelschwere Treffer. Es gab vier Tote und zwölf Verwundete an Bord.
Beim Rückmarsch der Hochseeflotte, in der Nacht vom 31. Mai auf den 1. Juni 1916, lief die Elbing in Kiellinie mit den Kleinen Kreuzern Hamburg, Stuttgart und Rostock an der Backbordseite des I. Geschwaders. Als plötzlich britische Zerstörer angriffen, drehten die Kreuzer nach Steuerbord, um den auf sie zulaufenden Torpedos auszuweichen und sich durch die Linie der eigenen Schlachtflotte aus dem Nachtgefecht zurückzuziehen. Hierbei kam es zu einer Kollision der Elbing mit dem Großlinienschiff Posen, die auf der Elbing zu einem verheerenden Wassereinbruch in die Kesselräume führte. Ihre Maschinen wurden beschädigt, der Dampfdruck fiel rapide, und das Schiff bekam schnell starke Schlagseite. Alle Versuche, den Kreuzer zu retten, scheiterten. Daher befahl der Kommandant, Fregattenkapitän Rudolf Madlung, das Schiff zu sprengen. Nachdem die Besatzung vom Torpedoboot S 53 übernommen worden war, wurde die Elbing am Morgen des 1. Juni um 3:00 Uhr durch Sprengladungen versenkt.

## Kommandanten
- Kapitän zur See Friedrich Richter: September/Oktober 1915

- Fregattenkapitän Rudolf Madlung: von Oktober 1915 bis zur Selbstversenkung Anfang Juni 1916